# Polinices sagamiensis
Polinices sagamiensis is een slakkensoort uit de familie van de Naticidae. De wetenschappelijke naam van de soort is voor het eerst geldig gepubliceerd in 1904 door Pilsbry.